# Rue Lielā (Liepāja)
 (février 2024).
Si vous disposez d'ouvrages ou d'articles de référence ou si vous connaissez des sites web de qualité traitant du thème abordé ici, merci de compléter l'article en donnant les références utiles à sa vérifiabilité et en les liant à la section « Notes et références ».
La Grande Rue (en letton : Lielā iela) est une rue de Liepāja en Lettonie,.

## Situation et accès
La rue Liela est située dans le quartier de Vecliepāja. 
Liela iela commence à l'intersection avec Jūras iela, la place Kārļa Zaala et Rīgas iela, et se termine à l'intersection avec Katoļi iela. 
La longueur approximative de la rue est de 750 mètres. 
Un tramway circule le long de rue Liela et la plupart des lignes de transports en commun l'empruntent.

## Origine du nom
Le nom Lielā iela en letton signifie Grande Rue. Lielā qui signifie grand, grande et Iela qui signifie rue.

## Historique
Dans le plan de Liepaja de 1797, sous le gouvernement de Courlande, elle est appelée « Grosse Straße » (Grande Rue), et sa continuation est appelée « Kauf Straße » (rue du Commerce). Dans le calendrier letton de Liepaja de 1893, elle s'appelle « rue Lielo » en letton et sa continuation « rue Tirgoņu ». Depuis 1899, un tramway électrique circule dans ces rues. À partir de 1955, ces deux rues qui se succèdent sont rebaptisées « rue Lénine ». Aujourd'hui, elles ont retrouvé leurs noms lettons de « rue Lielā » et « rue Tirgoņu »,.

## Bâtiments remarquables et lieux de mémoire
Les constructions de la rue comptent à la fois des bâtiments anciens en pierre et des bâtiments construits à l'époque de la RSS de Lettonie. 
La cathédrale de la Sainte Trinité est située au 9 rue Lielā, la place des Roses (lv) est au 13 rue Lielā et l'université de Liepāja est au 14 rue Lielā.

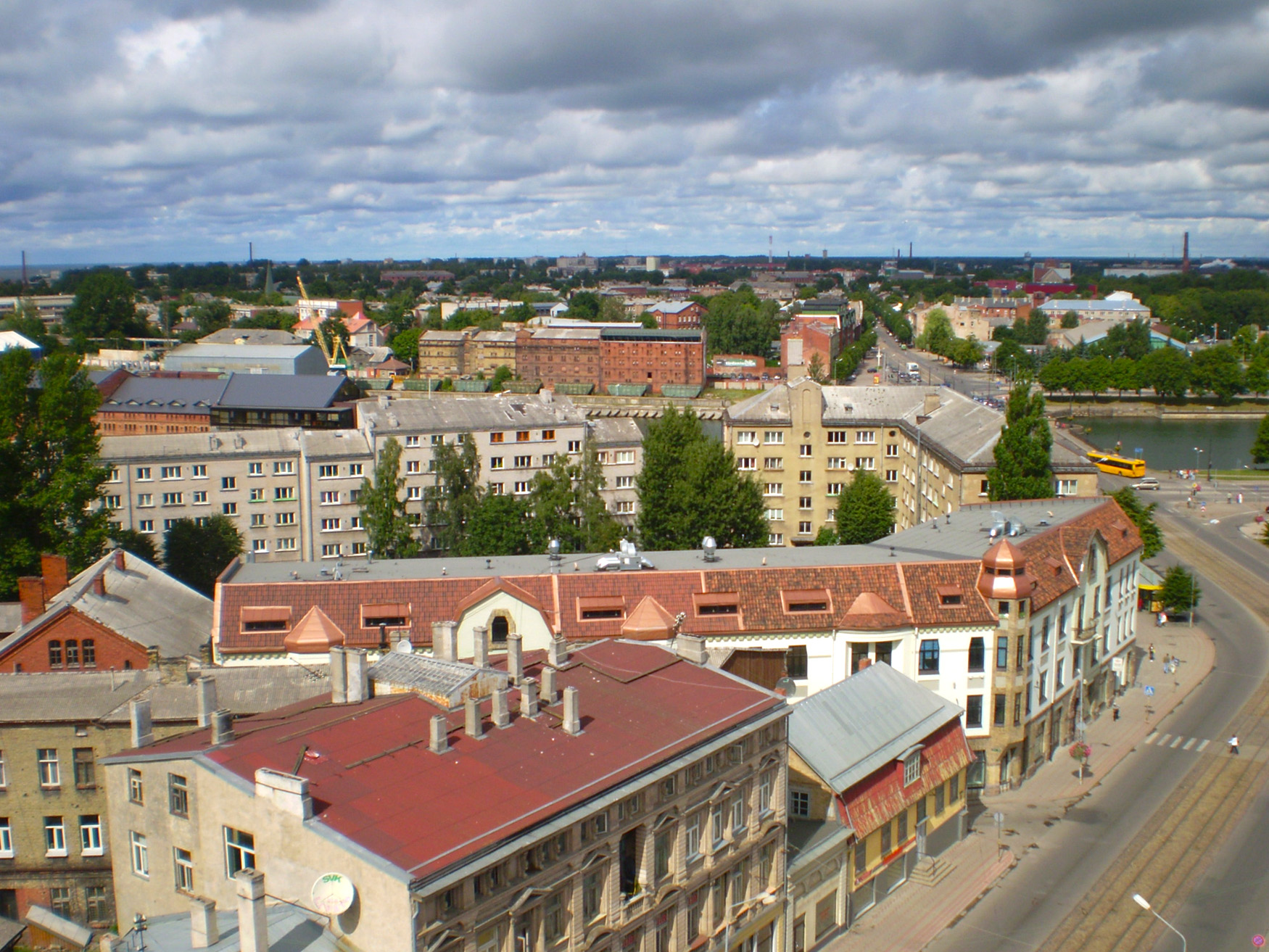
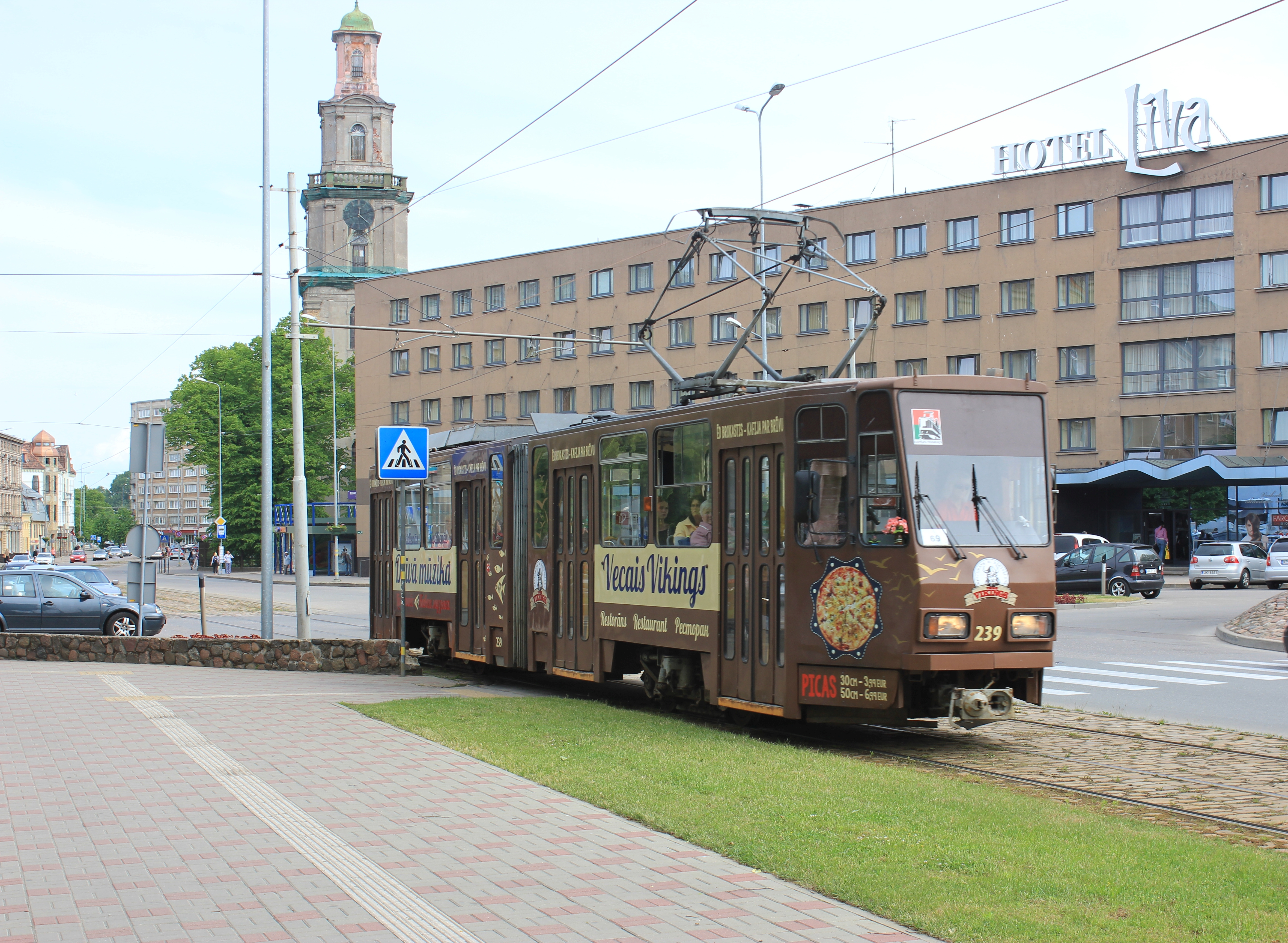
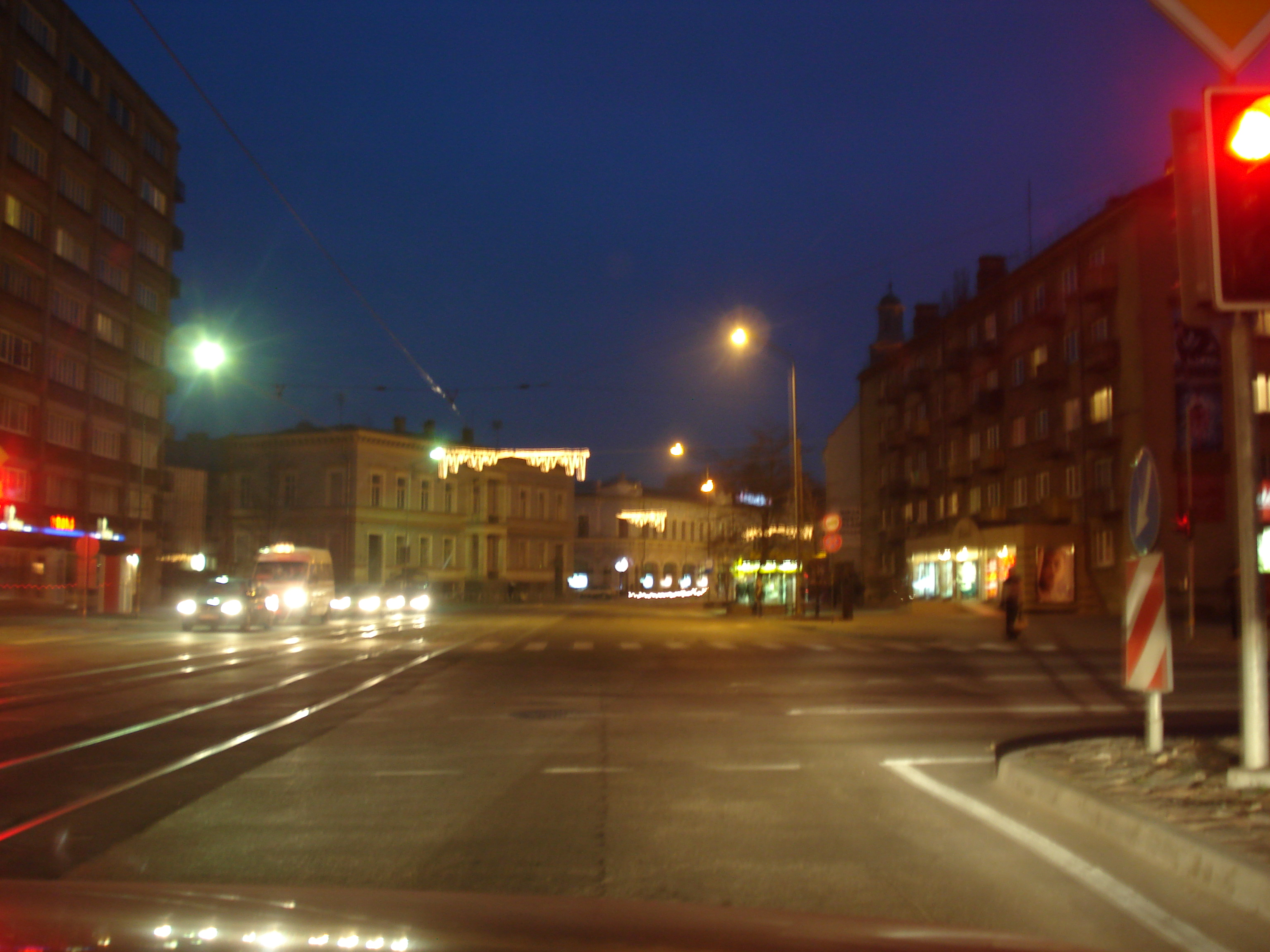
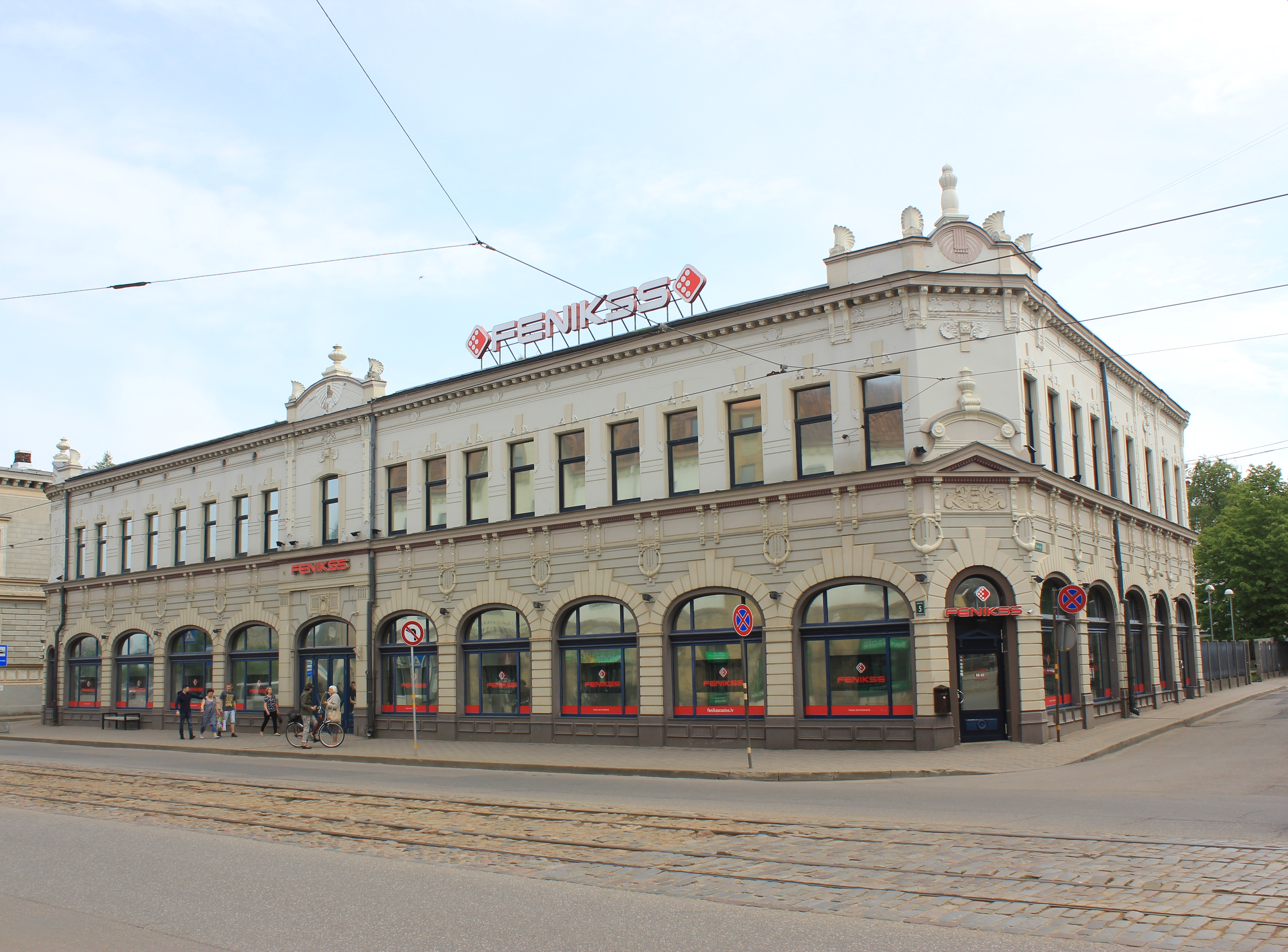
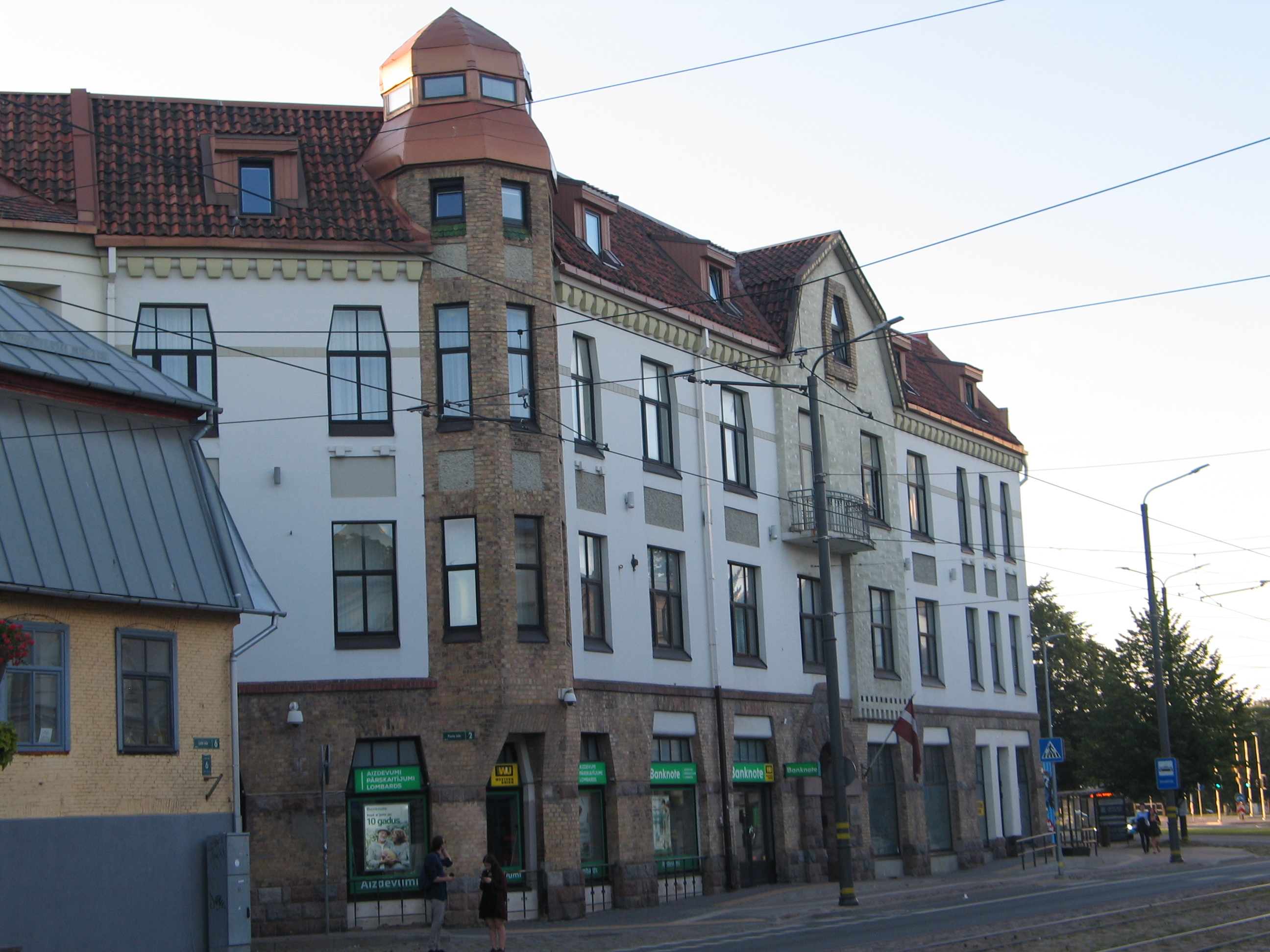
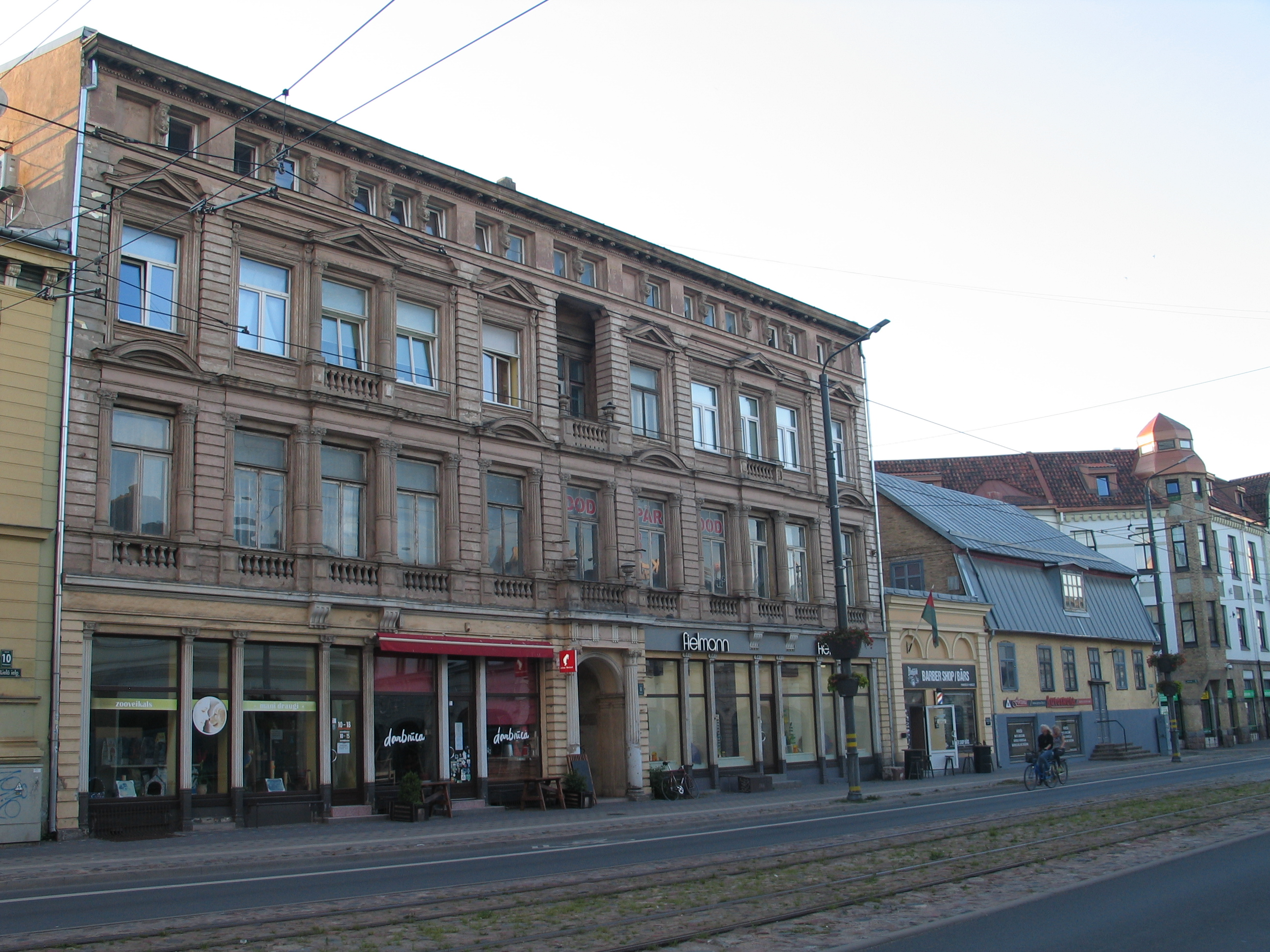
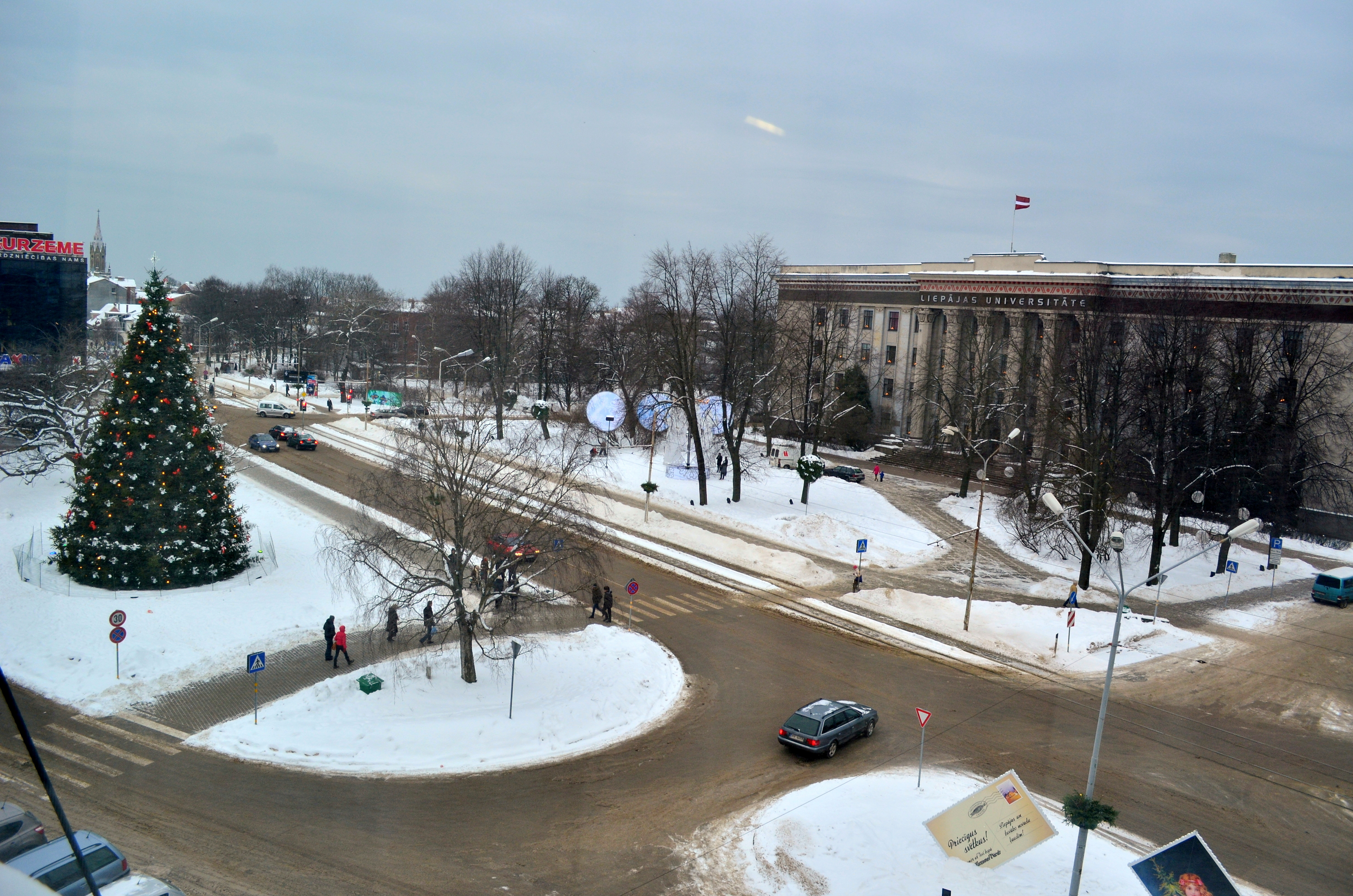
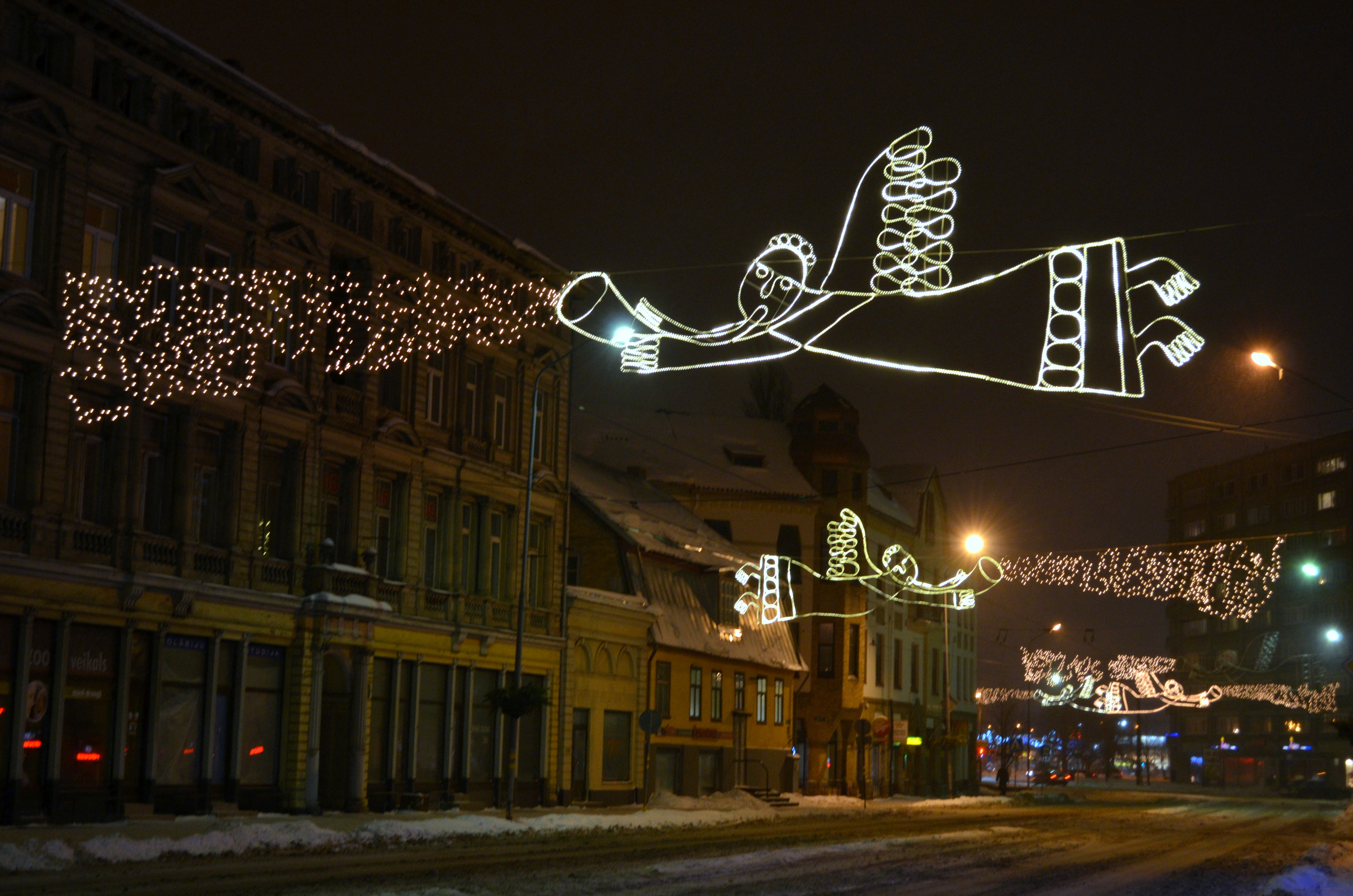